# Valdemar Bandolowski
Voldimars „Valdemar” Bandolowski (ur. 17 lutego 1946 w Esbønderup) – duński żeglarz sportowy. Dwukrotny złoty medalista olimpijski.
Brał udział w trzech igrzyskach (IO 72, IO 76, IO 80), na dwóch zdobywał złote medale. Startował w klasie Soling i triumfował w 1976 oraz w 1980. Wspólnie z nim podczas obu startów płynęli Erik Hansen i sternik Poul Richard Høj Jensen. W klasie Soling był mistrzem świata w 1984 i zdobył srebro światowego czempionatu w 1977. W klasie Dragon wywalczył złoto mistrzostw świata w 1987.